# WrestleMania 21
WrestleMania 21 var den 21. udgave af pay-per-view-showet WrestleMania produceret af World Wrestling Entertainment. Det fandt sted 3. april 2005 fra Staples Center i Los Angeles, Californien, hvor der var 20.193 tilskuere. Det var femte gang, at WrestleMania fandt sted i det sydlige Californien. 
Showets main event var en VM-titelkamp om WWE's World Heavyweight Championship mellem den regerende verdensmester Triple H og Batista. WWE's anden VM-titel, WWE Championship, blev forsvaret umiddelbart før i en anden VM-titelkamp, hvor John "Bradshaw" Layfield satte sin titel på spil mod John Cena. 
Under showet blev Eugene angrebet af Muhammad Hassan og Daivari, og de brokkede sig over, at de ikke var med i nogen kampe ved årets WrestleMania. Hulk Hogan kom herefter op i ringen og reddede Eugene. Hulk Hogan var, sammen med bl.a. Roddy Piper, Paul Orndorff og Jimmy Hart, blevet indsat i WWE Hall of Fame aftenen inden, og dette var starten på et kortvarigt comeback til Hulk Hogan, der varede indtil han besejrede Shawn Michaels nogle måneder senere ved WWE's SummerSlam. 

## Resultater
- Rey Mysterio besejrede Eddie Guerrero
- Edge besejrede Chris Jericho, Shelton Benjamin, Chris Benoit, Christian (med Tyson Tomko) og Kane i en Money in the Bank Ladder Match
- The Undertaker besejrede Randy Orton
- WWE Women's Championship: Trish Stratus besejrede Christy Hemme (med Lita)
- Kurt Angle besejrede Shawn Michaels
- Akebono besejrede Big Show
- WWE Championship: John Cena besejrede John "Bradshaw" Layfield
  - John Cena vandt dermed VM-titlen fra JBL.
- World Heavyweight Championship: Batista besejrede Triple H (med Ric Flair)
  - Batista vandt dermed VM-titlen fra Triple H.